# Lucien Gillen
Pour les articles homonymes, voir Lull (homonymie).
Lucien Gillen dit Lull (né le 7 octobre 1928 à Luxembourg et mort le 11 août 2010 dans la même ville) est un coureur cycliste luxembourgeois. Professionnel de 1947 à 1966, il a été huit fois champion du Luxembourg de poursuite et de vitesse. Il a également remporté dix courses de six jours, dont 5 avec Ferdinando Terruzzi, et battu le record du monde des 5 km à Milan en 1955.

## Palmarès

### Championnats du monde
- Copenhague 1949
  -  Médaillé d'argent de la poursuite
- Rocourt 1950
  - 4e de la poursuite
- Milan 1951
  - 4e de la poursuite
- Paris 1952
  -  Médaillé de bronze de la poursuite
- Cologne 1954
  -  Médaillé de bronze de la poursuite

### Six Jours
- 1952 : Copenhague (avec Kay Werner Nielsen)
- 1953 : Dortmund, Copenhague, Saint-Étienne (avec Ferdinando Terruzzi)
- 1954 : Copenhague (avec Ferdinando Terruzzi)
- 1955 : Berlin, Gand (avec Ferdinando Terruzzi)
- 1956 : Copenhague (avec Gerrit Schulte)
- 1959 : Münster (avec Peter Post)
- 1964 : Montréal (avec Robert Lelangue), Québec (avec Emile Severeyns)

### Championnats d'Europe
- 1960
  -  Médaillé de bronze de l'américaine
- 1964
  -  Médaillé de bronze de l'américaine

### Championnats nationaux
- Champion du Luxembourg de vitesse juniors : 1947
- Champion du Luxembourg de poursuite amateurs : 1947
- Champion du Luxembourg de poursuite : 1948, 1949, 1950, 1951, 1952, 1955, 1956 et 1964
- Champion du Luxembourg de vitesse : 1948, 1949, 1950, 1951, 1952, 1955, 1956 et 1964

## Palmarès sur route
- 1947
  - 2e du Grand Prix François-Faber
- 1948
  - 3e du championnat du Luxembourg sur route
- 1953
  - 3ea étape du Tour de Luxembourg
- 1955
  - Tour de l'Oise
    - Classement général
    - 1re étape
- 1958
  - 2e du Tour de Francfort
- 1963
  - 2e du championnat du Luxembourg sur route

### Résultats sur le Tour de France
- 1953 : non partant 1re